# Carlo Pietro Stefano Sommier
Carlo Pietro Stefano Sommier (ou Carlo Pietro Stephen Sommier) (* 1848 - 1922 ) était un ptéridologue, biologiste, mycologue et botaniste italien . 

## Honneurs
Eponyme
- (Arecaceae) Sommieria Becc[1].

C'est en son honneur que fut créé le  genre monotypique Sommieria  dans la famille des Arecaceae (les Palmiers)
Sommier est l’abréviation botanique standard de Sommier.
Consulter la liste des abréviations d'auteur en botanique ou la liste des plantes assignées à cet auteur par l'IPNI, la liste des champignons assignés par MycoBank, la liste des algues assignées par l'AlgaeBase et la liste des fossiles assignés à cet auteur par l'IFPNI.

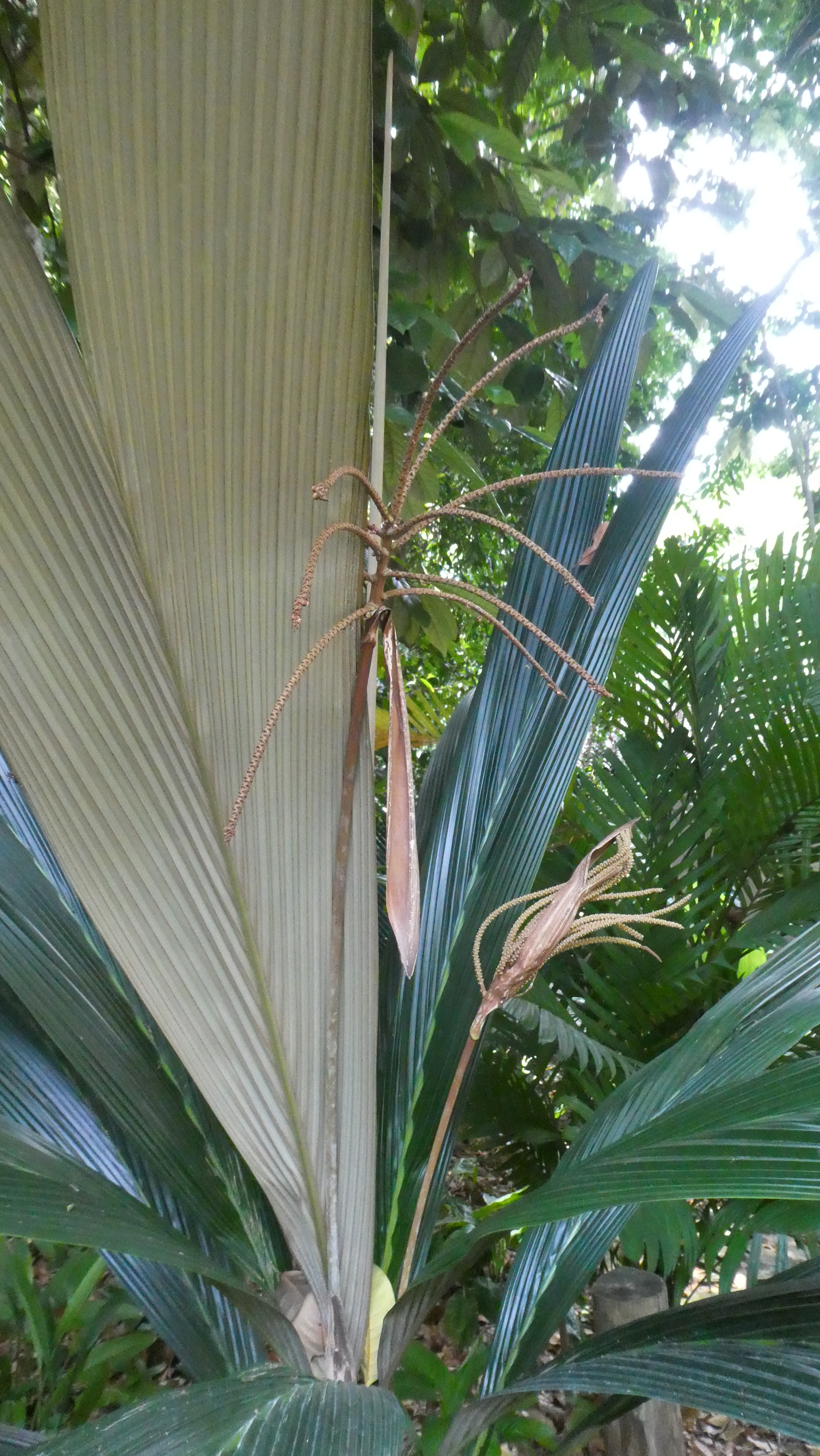
Sommieria leucophylla inflorescence

- L' abréviation Sommier est utilisée pour indiquer Carlo Pietro Stefano Sommier comme autorité dans la description scientifique et la classification des plantes.

## liens externes
- Enciclopedia Italiana

Encyclopédie Italienne